# Muzică pop
Muzica pop reprezintă un gen muzical și cea mai consistentă parte componentă a muzicii corespunzătoare culturii de masă (en. popular culture) de-a lungul secolului XX, continuându-se până în prezent. În majoritatea cazurilor, structura muzicii pop este una lejeră, pe ritmuri agreabile, adeseori dansante. Subiectele predilecte pentru genul pop sunt: dragostea (împlinită sau nu), libertatea, reușita ș.a.

## Istoria și evoluția conceptului

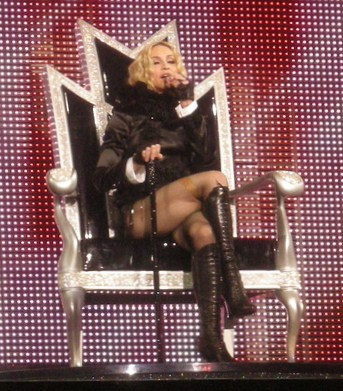
Regina muzicii pop, Madonna.

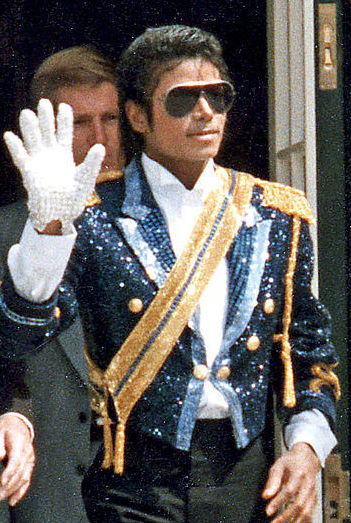
Regele muzicii pop, Michael Jackson.

Cuvântul „pop” este preluat din limba engleză, unde servește ca abreviere pentru adjectivul popular („celebru”, „faimos”); termenul englezesc a dat naștere mai multor concepte privitoare la cultura produsă de populația de la oraș, prin abordări artistice cu un grad de utilitate semnificativ mai ridicat decât în cazul creației culte (care mizează nu arareori pe „arta pentru artă”), prin vehicularea unor mesaje de protest pricinuite de viciile societății, de scena politică națională sau mondială etc. Cel mai mare impact l-a avut conceptul de popular culture (mai scurt, pop culture), care introduce un concurent puternic pentru cultura savantă. Creațiile sale împrumută unele trăsături ale folclorului (în cazul muzicii, vezi și aici), dar autorii sunt, cel mai adesea, orășeni; prin urmare, nivelul de educație școlară este unul mai ridicat, cei mai mulți dintre reprezentații noii culturi fiind cel puțin semi-docți. După probarea succesului noii mișcări, pop culture a scos la lumină și alte laturi decât pe aceea dezinteresată, fiind o strategie excelentă atât pentru a influența publicului ca țintă a deciziilor politice, cât și de exploatare a lui în scop comercial.
Muzica pop cuprinde o parte semnificativă din manifestările muzicale ale acestei culturi a maselor; cu timpul, necesitățile taxonomice i-au restrâns sfera de semnificații, vechi accepțiuni ale sale fiind indicate prin denumirile unor noi curente muzicale, derivate. În mod deosebit genurile protestatare, incomode, și-au ales un făgaș propriu. Mergând către zilele noastre, muzica pop a păstrat subiectele prin care se reflectă viața de zi cu zi, cel mai frecvent fiind descrise evenimentele lipsite de spectaculos; tocmai această rețetă care garantează (sau de multe ori simulează, atunci când rațiunea comercială este mai pregnantă) sinceritatea demonstrează succesul majoritar de care genul continuă să se bucure.

### Muzica pop și muzica populară
Limba română, la fel ca engleza, are în uz adjectivul „popular”, reprezentat prin construcția muzică populară. Este însă vorba de un gen net diferențiat, care poate cel mult să fuzioneze cu muzica pop în cadrul subgenurilor etno-pop, etno-dance etc. (se folosește și grafia ethno). În sine, muzica populară reprezintă o adaptare a muzicii tradiționale, o manieră stilizată de interpretare a temelor muzicale folclorice. Se dorește omogenizarea formei, a orchestrației (se dă naștere feluritelor mici ansambluri – tarafuri), melodica este subordonată acordicii (unde muzica folclorului aparținea strict sistemului de înălțimi sonore modal, apariția acompaniamentului în acorduri de terțe forțează reorientarea către un tonalism simplu).

### Particularități terminologice pentru scena din România
Din pricina tradiției acumulate de-a lungul regimului socialist în România, exprimării „muzică pop” (de sorginte occidentală, deci nedorită) i-a fost  preferată „muzică ușoară”. Între altele, sintagma era deja impusă în țară dinaintea celui de-al doilea război mondial și sugera o muzică inofensivă, demnă de luat în seamă doar ca formă de divertisment. Noțiunea de „muzică pop” este atestată prin producțiile anilor șaptezeci, când nu a reprezentat altceva decât un surogat pentru a numi „muzica rock” (a cărei denumire a fost evitată pe cât posibil de la primele sale încercări românești, la începutul anilor șaizeci, până la căderea regimului). O mărturie reprezentativă a acestui fapt este seria de discuri cu muzică rock Formații rock, ale cărei prime apariții au fost numite din prudență „formații de muzică pop”.
Chiar și după schimbarea regimului politic în România, ceea ce era numit înainte „muzică ușoară” (și ar fi echivalat în multe cazuri cu ceea ce se numea în occident „muzică pop”) continuă să fie numit astfel. Prin urmare, repertoriul românesc de muzică pop se restrânge exclusiv la creația autorilor din anii 1990 începând, excluzându-i de asemenea pe compozitorii care își construiseră un stil propriu de „muzică ușoară” și pe care l-au continuat fără a se arăta preocupați de „sincronizarea” cu tendințele noi, adoptate de cei tineri (laolaltă cu acei creatori cu experiență, dar mai puțin conservatori).